# Jenaische Burschenschaft Germania

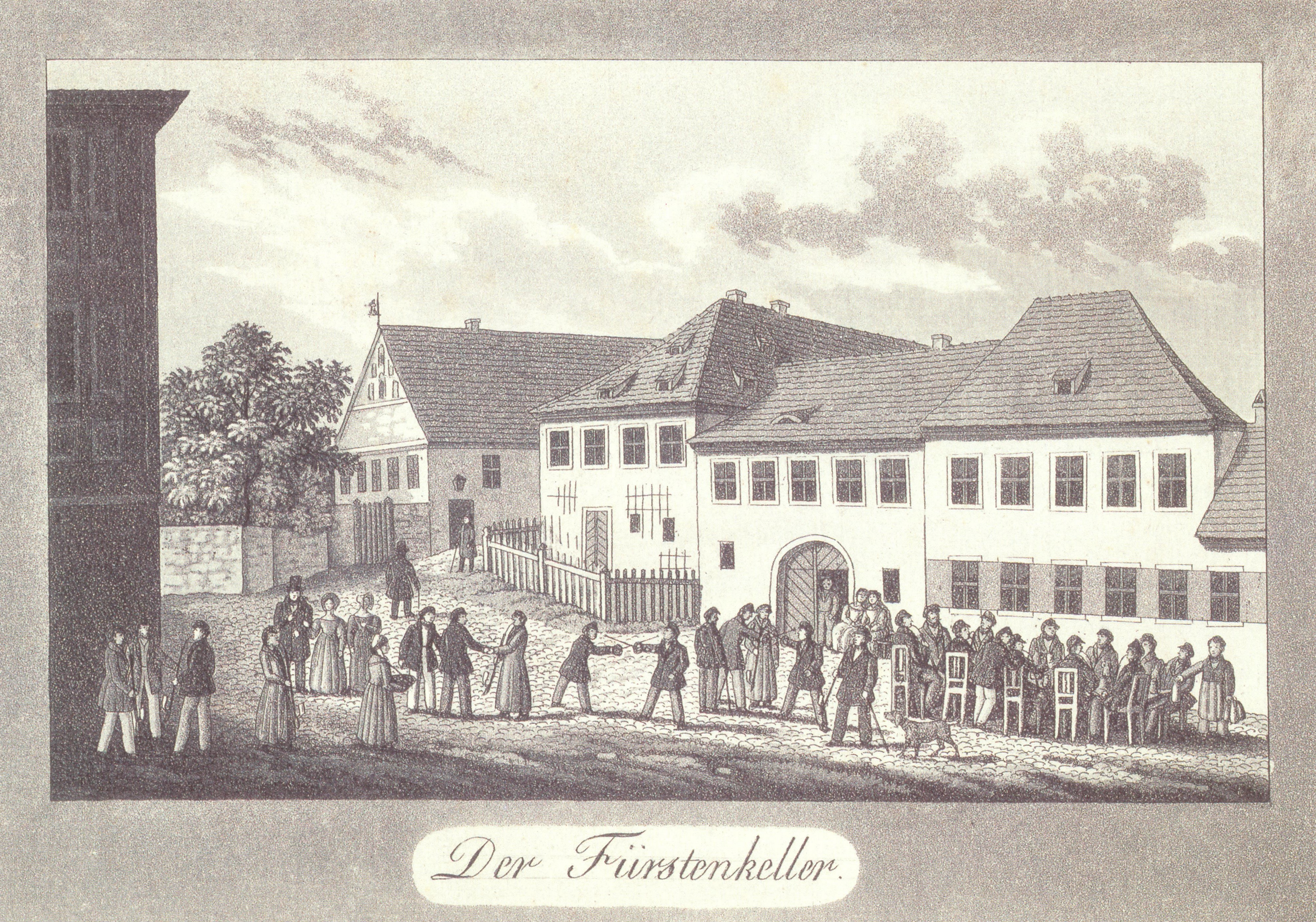
Der Fürstenkeller in Jena (1841)

Die Jenaische Burschenschaft Germania ist eine farbentragende, pflichtschlagende Studentenverbindung in Jena. Die Burschenschaft steht in direkter Nachfolge der am 12. Juni 1815 gegründeten Jenaer Urburschenschaft.

## Couleur und Wahlspruch

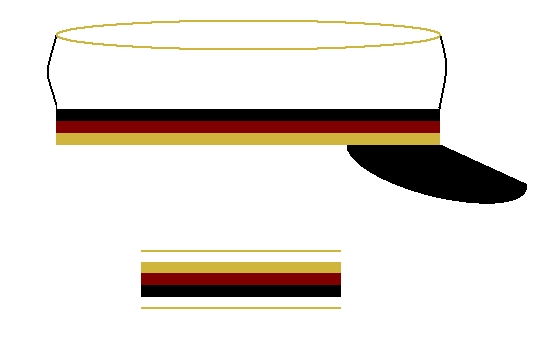
Band und Mütze der Germania.

Die Germania trägt die Farben Schwarz-Rot-Gold auf weißem Grund (von unten gelesen) mit goldener Perkussion in Band und weißer Mütze.
Ihr Wahlspruch lautet: Leben und Streben dem Vaterland!

## Geschichte

### Vormärz
Die Jenaische Burschenschaft trennte sich am 28. Januar 1840 endgültig in die Burschenschaft auf dem Fürstenkeller und die Burschenschaft auf dem Burgkeller. Erstere nahm später den Namen Germania an. Letztere ergänzte 1859 ihren Namen zu Burschenschaft Arminia auf dem Burgkeller. Der Name Fürstenkeller bezieht sich auf die alte Jenaische Gaststätte Fürstenkeller, welche die Burschenschaft als Stammkneipe nutzte.
In den folgenden Jahren kam es zu weiteren Mitgliederbewegungen. So traten im Wintersemester 1842/43 einige Mitglieder aus, um wieder eine allgemeine Jenaische Burschenschaft zu gründen, einige traten zur Burgkeller-Burschenschaft über, einige kamen von dort. Unter den Jenaer Burschenschaftern bestand vor allem Uneinigkeit über die Ausrichtung der Burschenschaft, so hatte sich 1845 bereits als dritte die Burschenschaft Teutonia gegründet. Um diese Spannungen zu beenden, löste sich die Fürstenkeller-Burschenschaft 1846 auf, um sich sofort am 13. Dezember 1846 als Germania neu zu gründen. So konnten alle Unzufriedenen ferngehalten werden und die Lage beruhigte sich. 1851 versteckte die Germania den sich auf der Flucht befindlichen Revolutionär Karl Ludwig Ferdinand Blanckmeister.
Im Laufe der Jahre wurde der Kontakt mit auswärtigen Burschenschaften intensiviert, es entstanden mehrere, teils kurzlebige Kartelle, so unter anderem 1855 mit den Burschenschaften Germania Gießen und Arminia Breslau. 1859 wurde die Germania bis zu ihrem Austritt 1862 Mitglied im Norddeutschen Kartell. Am 7. Mai 1869 schloss sich die Germania mit der Burschenschaft Hannovera Göttingen und der Burschenschaft Frankonia Heidelberg zum auch heute noch bestehenden Grün-Weiß-Roten Kartell zusammen.  Das GWR-Kartell wurde 1919 um die Tübinger Burschenschaft Derendingia und 1933 um die Marburger Burschenschaft Germania erweitert. Die Germania gehörte dem Eisenacher Burschenbund, dem Eisenacher Deputierten-Convent (EDC) und dem Allgemeinen Deputierten-Convent (ADC), der späteren Deutschen Burschenschaft (DB), an, wobei alle unter Mitwirkung und Initiative der Germania entstanden.

### Kaiserreich

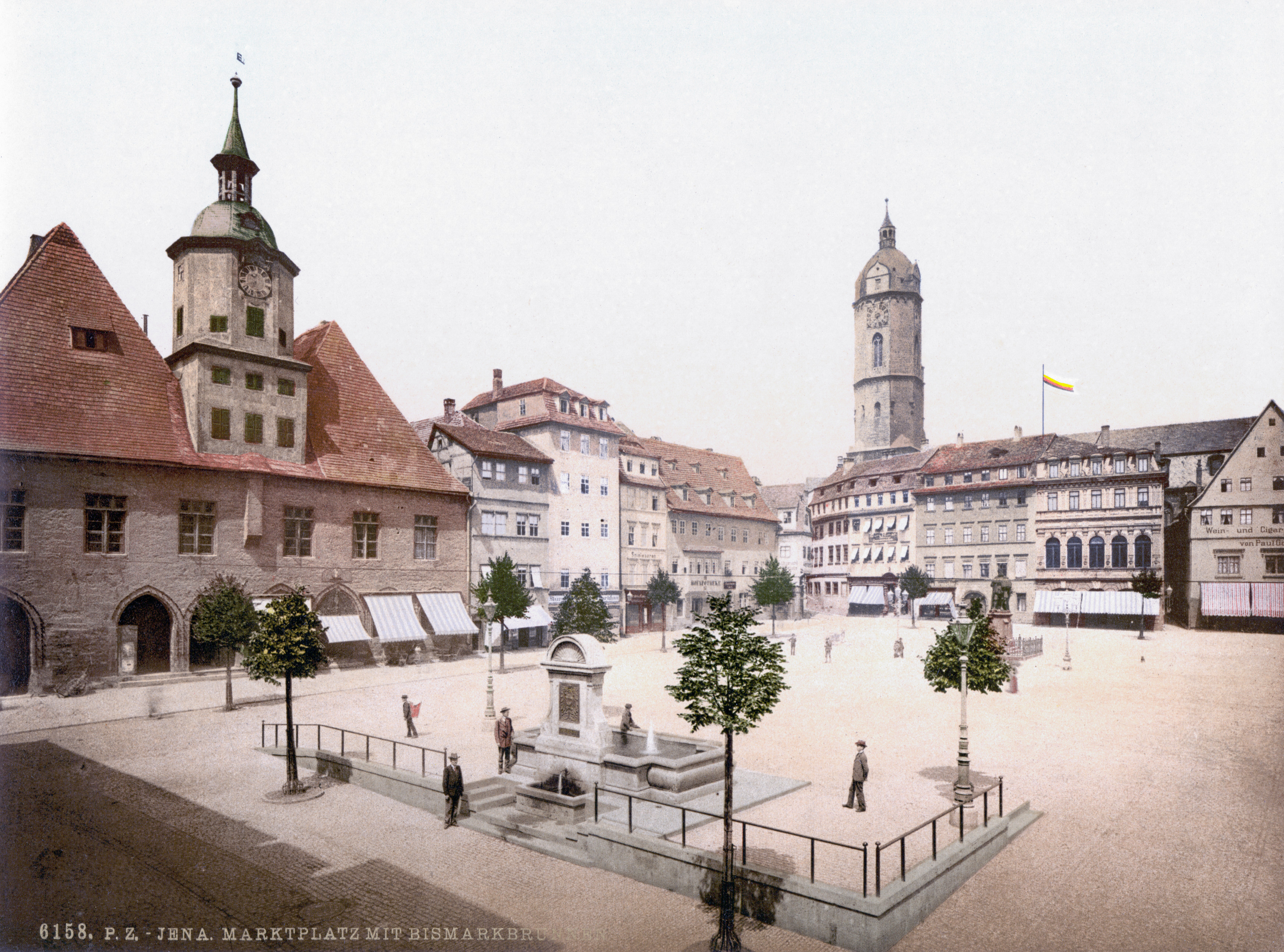
Der Marktplatz in Jena mit Germanenhaus (um 1900)

Als 1880 die Antisemitenpetition in Jena kursierte, unterzeichneten fast alle Aktiven der Germania, während Teutonia und Arminia Zurückhaltung übten. Bereits seit 1873 verlangte Germania von ihren Mitgliedern deutsche Abstammung. Nachfolgend brach ein heftiger Konflikt mit der Altherrenschaft aus, die das Handeln der Aktiven als „höchst unburschenschaftliche Regung“ brandmarkte. Der Versuch, die Antisemiten aus der Burschenschaft auszuschließen, scheiterte am Veto des Aktivenconvents, auf dem die Alten Herren zwar Rede- und Antragsrecht, aber kein Stimmrecht hatten. Die Germania blieb auf antisemitischem Kurs und wurde bei den folgenden Auseinandersetzungen im ADC Wortführerin der Antisemitenpartei. Anfang der 1880er Jahre fasste der Jenenser Deputierten-Convent den Beschluss, Juden nicht mehr aufzunehmen.
Ihr eigenes Korporationshaus bezog die Germania 1887, direkt am Marktplatz von Jena. Dieses war als eines der ersten reinen Korporationshäuser Deutschlands umgebaut worden.
Auf dem Burschentag 1897 wollte Germania ein rassisch motiviertes Aufnahmeverbot für Juden in den ADC-Statuten verankern, das für sämtliche Burschenschaften verpflichtend gewesen wäre. Der Antrag fand jedoch nicht die erforderliche Mehrheit.

Die Germania als Mitglied der Deutschen Burschenschaft (1915)

Im Ersten Weltkrieg fielen 72 Mitglieder. Im Wintersemester 1930/31 bestand die Germania aus 75 Aktiven, 45 Inaktiven und 438 Alten Herren.

### Nationalsozialismus
Während der Zeit des Nationalsozialismus trat die Germania wegen der Zunahme des Einflusses der Nationalsozialisten auf die studentischen Dachverbände am 17. April 1935 aus der Deutschen Burschenschaft aus, kehrte am 28. April 1935 jedoch wieder zurück und wurde auf Druck der Nationalsozialisten am 27. Oktober 1937 in eine Kameradschaft umgewandelt, welche zuerst den Namen des jeweiligen Kameradschaftsführers trug (Kameradschaft Theune, Kameradschaft Dietrich), dann ab 1939 Kameradschaft Wartburg hieß. Im Zweiten Weltkrieg starben 95 Mitglieder. Während eines Fliegerangriffs auf Jena am 19. März 1945 wurde das Verbindungshaus zerstört.

### Nachkriegszeit
Nach dem Krieg war ein Verbindungsleben in Jena nicht mehr möglich, so dass sich 1946 in Oldenburg zahlreiche Alte Herren trafen, um eine Rekonstruktion der Germania in einer anderen Universitätsstadt voranzutreiben. Es gründete sich am 14. August 1948 ein Altherrenverein in Oldenburg, welcher im folgenden Jahr den Aktivenbetrieb der burschenschaftlichen Verbindung Fürstenkeller Mainz, ab Ende 1949 Burschenschaft Germania-Jena zu Mainz genannt, unterstützte. Dort herrschten jedoch ungünstige Bedingungen, so dass die Germania ab 1954/55 nach Göttingen ging, wo sie bis 1993 unter dem Namen Jenaische Burschenschaft Germania zu Göttingen blieb. 1957 wurde das neue Haus bezogen. 1965 leitete die Germania die 150-Jahr-Feier der Deutschen Burschenschaft in Berlin. Nach der Wiedervereinigung war ein Verbindungsleben in Jena wieder möglich, weshalb die Germania zurück in ihre alte Heimat ging. Eine Rückgabe des 1949 von der DDR enteigneten Hauses war juristisch nicht durchzusetzen, so dass man in Jena ein neues Verbindungshaus erwarb.

### Seit 2000
Im Oktober 2000 trat die Germania wieder dem Grün-Weiß-Roten Kartell bei, das nach Austritten zwischenzeitlich nur noch aus der Burschenschaft Hannovera Göttingen und der Marburger Burschenschaft Germania bestanden hatte.
Am 6. Februar 2020 wurde ein Brandanschlag auf Autos beim Verbindungshaus der Germania verübt, am 18. März ein Farbanschlag auf das Haus.
Am 23. November 2024 "begaben sich circa 20 teils vermummte Personen" - zum Germanenhaus, während diese eine Veranstaltung feierte. Dort kam es zu einer mutmaßlich politisch motivierten "körperlichen Auseinandersetzung beider Gruppen", wonach die Veranstaltungsteilnehmer sich in das Haus zurückzogen. Daraufhin drücken die "20 Streitsuchenden" die Tür auf und "verschafften sich damit rechtswidrig Zutritt zum Objekt". 3 Germanen wurden verletzt und es kam zu Sachbeschädigungen, jedoch gelang es ihnen einen 29-jährigen festzusetzen und der Polizei zu übergeben.

## Auswärtige Beziehungen
Die Jenaische Burschenschaft Germania steht mit der Burschenschaft Germania Würzburg einerseits sowie durch das Grün-Weiß-Rorte Kartell zudem mit der Burschenschaft Frankonia Heidelberg und der Burschenschaft Hannovera Göttingen im Kartell- bzw. Freundschaftsverhältnis. Die Beziehungen zur Marburger Burschenschaft Germania dagegen bestehen seit 2022 nicht mehr.

## Bekannte Mitglieder
- Gustav Ahlhorn (1886–1971), Jurist und Präsident des Volksbundes Deutsche Kriegsgräberfürsorge
- Walther Ahlhorn (1879–1961), Jurist und letzter kaiserlicher Bezirksamtmann in Okahandja
- Wilhelm Ahlhorn (1873–1968), Jurist und Präsident des Volksbundes Deutsche Kriegsgräberfürsorge
- Theodor Althaus (1822–1852), Theologe und Schriftsteller
- Heinz Amberger (1907–1974), Historiker, SS-Untersturmführer
- Emil Anhalt (1816–1896), Schriftsteller
- Klaus Asche (1933–2017), Industriemanager und Präses der Handelskammer Hamburg
- Oskar Asemissen (1844–1900), Abgeordneter im Lippischen Landtag
- Hermann Backhaus (1817–1901), Mitglied der Frankfurter Nationalversammlung und Professor für Landwirtschaftslehre und Nationalökonomie
- Otto Ulrich Bährens (1911–2007), NSDAP-Landrat der Kreise Oschersleben, Frankenstein und Hersfeld-Rotenburg
- Wilhelm von Beaulieu-Marconnay (1848–1884), Jurist und Politiker, MdR
- Carl Beck (1822–1884), Politiker und Pfarrer, Abgeordneter im Landtag (Waldeck-Pyrmont)
- Gottlieb Begle (1818–1891), Schweizer Politiker, Landrat, Regierungsrat, Verfassungsrat
- Hermann Behn-Eschenburg (1814–1873), Anglist
- Werner Böhme (1902–1973), Mediziner und Hochschullehrer
- Walter Böning (1894–1981), Mediziner, Jagdflieger im Ersten Weltkrieg
- Torben Braga (* 1991), Politiker (AfD) und Mitglied des Thüringer Landtags[19] (2017 Austritt aus der Jenaischen Burschenschaft Germania)
- Hans Karl Briegleb (1805–1879), Rechtsgelehrter und Landtagsabgeordneter in Bayern und Hannover
- Moriz Adolph Briegleb (1809–1872), Mitglied der Frankfurter Nationalversammlung
- Karl von Brüger (1822–1905), Präsident des gemeinschaftlichen Oberlandesgerichts der thüringischen Staaten, Ehrenbürger von Jena
- Franz Heinrich Alexander Bucholtz (1846–1905), Geheimer Oberfinanzrat, Oberzolldirektor und Bundestagsgesandter
- Hans-Gerhard Creutzfeldt (1885–1964), Neurologe
- Gustav Demelius (1831–1891), deutsch-österreichischer Jurist und Hochschullehrer
- Karl Dugend (1847–1919), Verwaltungsjurist und Präsident des Landesverwaltungsgerichts Oldenburg
- Hans Alfred Erbe (1823–1895), Jurist und Mitglied der Frankfurter Nationalversammlung
- Adolph Erdmannsdörffer († 1845), Burschenschafter
- Ludwig Ettmüller (1802–1877), Philologe, Germanist und Hochschullehrer
- Hans Fleischhacker (1912–1992), deutscher Anthropologe und SS-Obersturmführer
- Wilhelm Genast (1822–1887), Dichter, Jurist und Reichstagsabgeordneter
- Guido Gerlach (1810–1904), Landtagsabgeordneter in Sachsen-Altenburg
- Karl Theodor von Gohren (1836–1923), deutsch-österreichischer Agrikulturchemiker
- Carl Bernhard Friedrich Graepel (1818–1890), Jurist und Reichstagsabgeordneter
- Hermann Grashof (1809–1867), Jurist und Politiker
- Leonz Gurdi (1814–1891), Stadtpräsident von Luzern, Luzerner Nationalrat
- Wilhelm Gwinner (1825–1917), Jurist und Schriftsteller
- Samuel Heinrich Hall (1819–1896), Jurist und Politiker (NLP), MdR
- Karl Hardach (1936–2016), Wirtschaftshistoriker und Hochschullehrer
- Karl Arthur Hartung (1859–1936), Oberbürgermeister von Hirschberg in Schlesien
- Stefan Hein (* 1984), Politologe, Kommunikationsberater, Politiker (AfD), Mitglied des Landtags Brandenburg
- Ernst Ludwig Herrfurth (1830–1900), preußischer Staatsmann
- Karl Hoffmann (1876–1935), Publizist
- Heinrich Hübschmann (1848–1908), Orientalist
- Hermann von der Hude (1811–1858), hanseatischer Gesandter beim Bundestag und Senator der Hansestadt Lübeck
- Paul Jahn (1881–1959), Bürgermeister von Wernigerode, Gerichtspräsident des Hessischen Finanzgerichts
- Franz Jung (1888–1963), Schriftsteller, Ökonom und Politiker
- Hermann Keßler (1866–1951), Oberbürgermeister der Städte Meiningen und Sonneberg
- Wilhelm Kieser (1811–1895), Lehrer und Politiker, Mitglied des Landtags des Fürstentums Schwarzburg-Sondershausen
- Karl Kleinschmidt (1902–1978), Mitglied 1921–1923, Abgeordneter der DDR-Volkskammer, Pfarrer und Publizist
- Paul Koch (1879–1959), Generalstaatsanwalt
- Franz Köhler (1840–1919), Altphilologe, Gymnasiallehrer und Bibliothekar
- Ulrich Köhler (1838–1903), Althistoriker und Epigraphiker
- Otto König (1821–1893), Geheimer Kammerrat, Kammerpräsident der Fürstlich Schaumburg-Lippischen Hofkammer, Abgeordneter des Schaumburg-Lippischen Landtags
- Jachen Ulrich Könz (1819–1901), Schweizer Ständerat
- Gustav Körner (1809–1896), deutsch-US-amerikanischer Jurist, Richter, General, Diplomat und Staatsmann
- Heinrich Koppe (1891–1963), Luftfahrt-Ingenieur, Flugmeteorologe
- August Krämer (1879–1932), Politiker (DVP), MdL Preußen
- Patrick Kurth (* 1976), Politiker (FDP)
- Wolfgang La Baume (1885–1971), Prähistoriker
- Rudolf Lange (1910–1945), Sicherheitspolizist und SS-Standartenführer
- Florenty von Lisiecki (1810–1875), deutsch-polnischer Jurist und Politiker, Abgeordneter der Preußischen Nationalversammlung und Mitglied des Preußischen Abgeordnetenhauses
- Friedrich Lohse (1872–1931), Rechtsanwalt und Politiker (DVP)
- Karl Ludloff (1864–1945), Orthopäde, Chirurg und Hochschullehrer
- Horst von Lyncker (1845–1892), Landrat des Kreises Lötzen und Abgeordneter im Preußischen Abgeordnetenhaus
- Friedrich Maassen (1823–1900), deutsch-österreichischer Rechtsprofessor und Publizist
- Karl Marr (1860–1942), Landrat von Sonneberg und Bürgermeister von Salzungen, Stellvertreter des Ersten Staatsministers des Freistaats Sachsen-Meiningen
- Otto Meinardus (1854–1918), Historiker, Archivar und Herausgeber
- Hans-Peter Meister (1909–1978), Jurist und Vorstandsvorsitzender der Holsten-Brauerei
- Friedrich Johann Meyer (1814–1882), Jurist, Bürgermeister, Parlamentarier und Minister des Großherzogtums Mecklenburg-Schwerin
- Georg Meyer (1841–1900), Jurist, Hochschullehrer und Reichstagsabgeordneter
- Julius Mosen (1803–1867), Dichter und Schriftsteller
- Reinhard Mosen (1843–1907), Bibliothekar
- Friedrich Theodor Müller (1821–1880), Anwalt und Politiker, Mitglied der Hamburgischen Bürgerschaft
- Heinz Müller-Torgow (1908–1998), Regierungsdirektor, Strafverteidiger in den Nürnberger Nachfolgeprozessen
- Wilhelm Mützelburg (1877–1959), Jurist und Bürgermeister von Emden
- Julius Mutzenbecher (1867–1933), Jurist und Eisenbahnbeamter
- Eduard Nauwerck (1809–1868), Advokat, Bürgermeister von Strelitz und Parlamentarier
- William Oberländer (1869–1946), Generalstaatsanwalt in Jena, Vorsitzender der Landesregierung des Freistaates Reuß ältere Linie, Mitglied des Deutschen Staatenausschusses, Minister des Volksstaates Reuß
- Hermann Ott (1895–1977), Amtshauptmann von Westerstede, Butjadingen, Friesland und Wesermarsch sowie Oberkreisdirektor von Ammerland
- Zaccaria Pallioppi (1820–1873), Jurist und Sprachforscher
- Friedrich Panzer (1870–1956), Germanist und Hochschullehrer
- Friedrich Ernst Passavant (1824–1909), Frankfurter Stadtrat
- Ludwig Paul (1826–1902), Lehrer, Pfarrer und Schriftsteller
- Erik Pauly (* 1970), Jurist, Oberbürgermeister von Donaueschingen (CDU)
- Joseph Petzoldt (1862–1929), Philosoph
- Hans Prutz (1843–1929), Historiker
- Eduard Reichardt (1827–1891), Agrikulturchemiker
- Eduard von Reichenbach (1812–1869), preußischer Gutsbesitzer und Politiker
- Stephan Reuken (* 1985), deutscher Historiker und Politiker (AfD), Landtagsabgeordneter
- Fritz Reuter (1810–1874), niederdeutscher Dichter
- August Ludwig von Rochau (1810–1873), Publizist und Politiker
- Maximilian Heinrich Rüder (1808–1880), Jurist und Politiker
- Friedrich Julius Heinrich Ruhstrat (1854–1916), Oldenburgischer Staatsminister
- Karl-Heinz Rux (1907–1945), Jurist, SS-Obersturmbannführer
- Heinrich Sallentien (1825–1897), evangelisch-lutherischer Theologe, Mitglied der braunschweigischen Landesversammlung
- Hermann Schaeffer (1824–1900), Physiker, Mathematiker, Astronom
- Ernst Viktor Schellenberg (1827–1896), Lehrer und Dichter
- Friedrich Schlutter (1811–1888), Privatgelehrter und Mitglied der Frankfurter Nationalversammlung
- Albert Schmid (1812–1891), Jurist,  Präsident des Oberlandesgerichts Braunschweig
- Gustav Heinrich Schneider (1859–1909), Schriftsteller, Studentenhistoriker und Burschenschaftsfunktionär
- Kurt Schumann (1908–1989), Jurist und Richter, Präsident des Obersten Gerichts der DDR
- Heinrich Christian Schwan (1819–1905), deutsch-amerikanischer lutherischer Theologe, Präsident der Lutheran Church – Missouri Synod
- Alfred Schwenkenbecher (1875–1963), Internist und Hochschullehrer
- Carl Slevogt (1845–1922), Jurist und Mitglied des Deutschen Reichstags
- Karl Theodor Sonnenkalb (1821–1891), Sachsen-Altenburger Landtagsabgeordneter
- Theodat Troxler (1822–1911), schweizerisch-argentinischer Mediziner und Berner Großrat
- Adolf Sperling (1882–1966), Erster Bürgermeister von Deutsch Krone und Oberbürgermeister von Quedlinburg
- Adolph von Sprewitz (1800–1882), Burschenschafter und Oberinspektor des Landesarbeitshauses in Güstrow
- Friedrich Steger (1811–1874), Übersetzer und Autor
- Christian Stein (1809–1887), Pfarrer und Landtagsabgeordneter
- Peter Lorenz Steiner (1817–1862), Präsident des Großen Rat von Graubünden
- Adolf Stelter (1882–1956), Jurist und Politiker, Abgeordneter im Thüringer Landtag
- Friedrich Joseph Stöhr (1802–1875), Bürgermeister von Rückers, Mitglied der kurhessischen Ständeversammlung
- Feodor Streit (1820–1904), demokratisch gesinnter Politiker und Publizist
- Heinrich Ulmann (1841–1931), Historiker
- Robert Varnhagen (1818–1903), Jurist und Politiker, Präsident des Landtags der Fürstentümer Waldeck und Pyrmont
- Johannes Versmann (1820–1899), Hamburger Rechtsanwalt und Erster Bürgermeister
- Max Verworn (1863–1921), Physiologe
- Max Vogel (1856–1933), Mitglied des Provinziallandtages von Westpreußen
- Anton Vollert (1828–1897), thüringischer Staatsmann und Autor
- August Wichmann (1811–1876), Politiker, MdR
- Friedrich Adolph Wislizenus (1810–1889), amerikanischer Arzt und Botaniker
- Konrad Witzmann (1900–1946), Schriftsteller und Politiker (NSDAP)
- Waldemar Wolff (1852–1889), Jurist und Politiker (Deutschkonservative Partei), Mitglied des Preußischen Abgeordnetenhauses

Mitgliederverzeichnis:
- Willy Nolte (Hrsg.): Burschenschafter-Stammrolle. Verzeichnis der Mitglieder der Deutschen Burschenschaft nach dem Stande vom Sommer-Semester 1934. Berlin 1934. S. 1055–1056.